# Торре-Мондови
Торре-Мондови (итал. Torre Mondovì) — коммуна в Италии, располагается в регионе Пьемонт, в провинции Кунео.
Население составляет 317 человек (2008 г.), плотность населения составляет 29 чел./км². Занимает площадь 18 км². Почтовый индекс — 12080. Телефонный код — 0174.
Покровителем коммуны почитается святой Готард, празднование 2 мая.

## Демография
Динамика населения:

## Администрация коммуны
- Официальный сайт: